# Félix Bédouret
Félix Bédouret (né le 12 janvier 1898 à Genève où il est mort le 30 juin 1955) est un footballeur international suisse. Il participe aux Jeux olympiques d'été de 1924, remportant la médaille d'argent avec la Suisse.

## Biographie
Félix Bédouret reçoit deux sélections en équipe de Suisse entre 1921 et 1924.
Il participe aux Jeux olympiques d'été de 1924 organisés à Paris. Lors du tournoi olympique, il joue un match contre la Tchécoslovaquie (match nul 1-1).

## Palmarès

### équipe de Suisse
- Jeux olympiques de 1924 :
  -  Médaille d'argent.

### Servette FC
- Championnat de Suisse :
  - Champion : 1922.